# ミュンヒハウゼンのトリレンマ
ミュンヒハウゼンのトリレンマ（英: Münchhausen trilemma）は知識・論理などの確実な根拠が得られることはないという懸念を提起する問題である。ミュンヒハウゼン男爵のエピソードにちなんでこう呼ばれる。ドイツの哲学者ハンス・アルバートが『批判的理性論考』（1967年）において近代的認識論・基礎付け主義は充足理由律による正当化を前提にしているが、それは独断論の一種にすぎないとして批判的合理主義を展開する際に提起された問題である。
1. 何かが正しいと言えるなら、そのためには根拠が必要である。Aが正しいと言えるなら、その根拠Bが必要である。また根拠Bが正しいと言えるなら、その根拠Cが必要である。また根拠Cが正しいと言えるなら、その根拠Dが必要である…と根拠を要求すれば無限に続くことになる（無限背進）のではないか
2. どこかで「原理」や「証明はなくても正しいとみなす」といったそれ以上根拠を問えないような理由（ナマの事実）を立てて1の連鎖を止める場合、その理由自体は正否が保障されないので確実ではない
3. もしA→B→C→D→…の連鎖がどこかでAに戻ってくるならば循環論法になり無効になる

なお、この問題は古代ギリシャの昔から数学者や哲学者の間でよく知られたものであり、最初に明確に指摘したのは古代ギリシャのアグリッパである。

## アグリッパのトリレンマ
英米系の認識論では、同じトリレンマを、この問題を最初に明確に指摘した古代ギリシャの哲学者にならって「アグリッパ（en）のトリレンマ」と呼ぶことが多い。名付けたのはマイケル・ウィリアムズとされる。ただし、ウィリアムズが典拠としてあげるディオゲネス・ラエルティオスの『ギリシア哲学者列伝』の記載（第9巻88節以降）を見ると、アグリッパは相手を懐疑主義（判断保留）に追い込む五つの方法のうちの三つとして無限背進、ドグマ的な仮定、循環論法の三つのパターンをあげている（あとの二つは意見の不一致と相対性を利用するもの）。したがって、アグリッパがこの問題をトリレンマとして捉えていたとは考えにくく、アグリッパのトリレンマという表現には疑問がある。

## 数学での取扱い
ヒルベルトの『幾何学基礎論』によれば、根拠の根拠の根拠の…と無限にさかのぼっていくのは、有限時間しか生きる事ができない我々には不可能である。(ヒルベルトの有限の立場)。そこで数学では根拠の根拠の根拠の…というさかのぼりを有限回でストップし、公理という論理を展開する上で大前提となる仮定をいくつか置く。数学ではこれら公理の根拠を求めない。公理は学者の集団の規約として定められる。これを公理設定のアポリアという。
数学における全ての定理は「もしこれらの公理を認めたならば」成り立つものであり、公理を認めない場合は定理が正当であるかどうかは分からない。
なお、これら公理はなんらかの意味で「正当な」ものである必要は無く、どのような公理を置いてもよい。数学の標準的な公理系であるツェルメロ・フレンケルの公理系とは違う公理を置いた場合数学がどのようになるかも研究されている。